# Ani de liceu
„Ani de liceu” este un cântec de muzică ușoară compus de Florin Bogardo pentru coloana sonoră a filmului Liceenii (1987). Bogardo a scris piesa în 1986, pe versurile lui Sașa Georgescu, și a interpretat-o împreună cu soția lui, cântăreața Stela Enache.
Refrenul este aproape identic cu cel de la piesa „Lui” al cântăreței franceze Michèle Torr, scrisă cu câțiva ani înainte de către Jean Albertini și Didier Barbelivien. Strofele și celelalte părți ce compun cântecul „Ani de liceu” sunt originale.
Prin identificare cu filmul în care apare, cântecul este indicat uneori prin titlul „Liceenii”.

## Apariția cântecului
Cântecul a fost comandat de regizorul Nicolae Corjos lui Florin Bogardo pentru filmul Liceenii. Cei doi colaboraseră anterior la pelicula Declarație de dragoste (1985). „Ani de liceu” urma să fie momentul central al coloanei sonore din Liceenii, interpretat de cei doi actori protagoniști, Ștefan Bănică jr. și Oana Sârbu (ea se lansase deja în muzica ușoară cu câțiva ani în urmă).
Corjos nu a apreciat cântecul de la prima audiere, considerându-l monoton. Cei doi tineri actori nu au reușit o interpretare convingătoare, astfel încât s-a apelat la duetul Bogardo–Stela Enache. Versurile cântecului au fost considerate scandaloase de către cenzori din pricina tonului ironic în care era prezentată activitatea școlară a elevilor de liceu (numeroase reproșuri de această natură a primit și scenariul filmului).
Cei rautaciosi chiar acuza mediocritatea în care s-a complacut viata "artistica" a vremii comparand trilurile muzicale mai sus mentionate cu melodia formatiei Britanice New Order - "Blue Monday" scoasa initial pe 7 martie 1983 de casa de discuri Factory Records. Melodie ce a stat in top 10 in multe tari în care originalitatea este si acum recunoscuta si recompensata iar mediocritatea si plagiatul amendate si vazute ca atare. [sursa?]

## Analiză

### Textul
Cântecul folosește structura obișnuită de tip strofă–refren. Există trei strofe și două refrene diferite, care se reiau. Versurile au măsuri variabile și un relief ritmic complex, datorat cezurilor și formulelor ritmice folosite de melodia vocii. În strofe sunt folosite rime împerecheate, iar la refren apar rime încrucișate și interioare.
Versurile folosesc un ton umoristic, punând laolaltă elemente puerile sau prozaice (ursulețul de jucărie, teama elevului de a fi ascultat la lecție, gelozia din dragoste) și importante concepte spirituale (Prometeu, tragedia).

### Muzica
În cântec există patru secțiuni, după cum urmează: introducerea (A), strofa (B), refrenul (C) și coda (D). Ele se succedă după următoarea schemă: A–A–B1–B2–C1–C2–A–B3–C1–C2–C1–C2–D–A–A. Introducerea este un moment instrumental în care se aude numai bateristul electronic executând un ritm alert. În schemă, strofele și refrenele au fost notate cu indici diferiți în funcție de ce voci se aud: B1 și C1 conțin doar vocea Stelei Enache, în B2 apare numai Bogardo, în B3 ei cântă succesiv, iar în C2 cântă împreună. Ambele voci se aud și în coda. Cu excepția introducerii, toate secțiunile cântecului conțin o orchestrație bogată, creată în totalitate din timbre electronice (sintetizate).
Structura armonică a cântecului este tonală. Strofele sunt în tonalitatea si{\displaystyle \flat } major, iar refrenele – în mi{\displaystyle \flat } major (însă ultimele două apar „transpuse” cu un ton mai sus, în fa major; coda rămâne în această tonalitate). Atât la strofă, cât și la refren, armoniile sunt construite în jurul cadenței I–VI–II–V, eventual cu repetarea relației II–V (II–V–II–V...). Melodia strofei conține pasaje ascendente și câteva salturi, în vreme ce refrenul conține arpegii și pasaje descendente. Refrenul a fost inspirat de piesa „Lui”, interpretată de Michèle Torr.

## Discografie
- Muzică din filme românești (1988, Electrecord EDE 03450)
- Cântecele noastre, toate... (2005, Intercont Music IMCD 1249)

## Alte versiuni
- Formația TNT a lansat în 2002 o piesă inspirată din „Ani de liceu”, numită „Ani de liceu 2002”. Noile versuri fac aluzie la cele scrise de Șasa Georgescu. Preluarea este parțială – strofele nu amintesc deloc de cele din cântecul inițial. Materialul nou și aranjamentul sunt realizate de compozitorul Marius Moga.
- În 2007, Ștefan Bănică jr. și Oana Sârbu au interpretat „Ani de liceu” în emisiunea televizată Dansez pentru tine (postul Pro TV) într-un aranjament disco. La sfârșitul cântecului, cei doi s-au sărutat apăsat. Gestul de a cânta și sărutul pot fi citite ca o „revanșă” târzie față de ce nu a fost posibil la producerea filmului Liceenii (când cei doi nu au reușit să cânte, dar nici nu au vrut să se sărute, motiv pentru care finalul filmului este stop-cadru cu fețele lor doar apropiate).
- Atât Bănică, cât și Oana Sârbu (separat) au cântat de mai multe ori piesa la televiziune sau în concerte. Bănică păstrează aranjamentul folosit în emisiunea Dansez pentru tine.
- În 2008, piesa a fost interpretată în emisiunea Happy Hour (Pro TV) de către formația emisiunii și de cele două soliste vocale, poreclite „Veverițele”.